# Saeul
Saeul (lussemburghese: Sëll) è un comune del Lussemburgo occidentale. Si trova nel cantone di Redange e nel distretto di Diekirch.
Nel 2005, la città di Saeul, il capoluogo del comune che si trova nella parte sud-orientale del suo territorio, aveva una popolazione di 298 abitanti.